# Aleksandr Wjuchin
Aleksandr Jewgienjewicz Wjuchin (ros. Александр Евгеньевич Вьюхин, ukr. Олександр Євгенович В'юхін – Ołeksandr Jewhenowycz Wjuchin; ur. 9 stycznia 1973 w Swierdłowsku, zm. 7 września 2011 w Jarosławiu) – rosyjski hokeista. Reprezentant Ukrainy.

## Kariera
- Dynamo Charków (1991–1992)
- Sokił Kijów (1992–1994)
- Awangard Omsk (1994–2004)
- Sibir Nowosybirsk (2004–2007)
- Siewierstal Czerepowiec (2007–2009)
- Mietałłurg Nowokuźnieck (2009–2011)
- Łokomotiw Jarosław (2011)

Wychowanek Junosti Swierdłowsk). Na początku lat 90. grał w ukraińskich klubach, przyjął obywatelstwo tego kraju. W barwach reprezentacji Ukrainy uczestniczył w turniejach mistrzostw świata edycji 1993, 1994 (Grupa C), 1999(Grupa A) oraz w kwalifikacjach to MŚ z 2000. Do 1999 występował w reprezentacji ukraińskiej.
Na początku XXI wieku przyjął obywatelstwo rosyjskie. Od połowy lat 90. grał w zespołach superligi rosyjskiej, a od 2008 w KHL.

## Śmierć i upamiętnienie
Zginął 7 września 2011 w katastrofie lotu Jak Sierwis 9633 razem z innymi hokeistami Łokomotiwu Jarosław.
Został pochowany w Omsku, tuż obok grobu innego hokeisty Awangardu, Aleksieja Czeriepanowa, zmarłego w 2008.
W kwietniu 2012 w Omsku, gdzie występował przez 10 lat, rozegrano upamiętniający Wjuchina mecz. Wystąpili w nim m.in. trzej zawodnicy, tworzący w przeszłości legendarny atak Awangarda: Dmitrij Zatonski (lewoskrzydłowy) – Aleksandr Prokopjew (center) – Maksim Suszynski (prawoskrzydłowy).
Rok po jego śmierci, 8 września 2012, przed meczem Awtomobilist Jekaterynburg–Mietałłurg Magnitogorsk odbyła się ceremonia wywieszenia w hali KKR Uralec koszulki z zastrzeżonym numerem Wjuchina, tj. 35.

## Sukcesy
- Złoty medal mistrzostw Rosji: 2004 z Awangardem Omsk
- Srebrny medal mistrzostw Rosji: 2001 z Awangardem Omsk
- Brązowy medal mistrzostw Rosji: 1996 z Awangardem Omsk